# Gare de Dōmyōji
La gare de Dōmyōji (道明寺駅, Dōmyōji-eki) est une gare ferroviaire située à Fujiidera, dans la préfecture d'Osaka au Japon. Elle est exploitée par la compagnie Kintetsu.

## Situation ferroviaire
La gare est située au point kilométrique (PK) 16,3 de la ligne Minami Osaka. Elle marque le début de la ligne Domyoji.

## Histoire
La gare a été inaugurée le 24 mars 1898.

## Service des voyageurs

### Accueil
La gare dispose d'un bâtiment voyageurs ouvert tous les jours, avec des guichets et des automates pour l'achat de titres de transport.

### Dispositions des quais
- Ligne Domyoji :
  - voie 1 : direction Kashiwara
- Ligne Minami Osaka :
  - voie 2 : direction Shakudo, Kashiharajingu-mae et Yoshino
  - voie 3 : direction Osaka-Abenobashi

## Dans les environs
- Dōmyō-ji